# رودلف ون لابان
رودلف ون لابان (مجاری: Rezső Lábán de Váraljas, Lábán Rezső, Lábán Rudolf؛ ۱۵ دسامبر ۱۸۷۹ – ۱ ژوئیهٔ ۱۹۵۸) رقص‌پرداز و رقصنده اهل مجارستان بود. او به عنوان یکی از پیشگامان رقص مدرن در اروپا شناخته می‌شود. کار او، پایه‌های تحلیل حرکت لابان، مفهوم لابان و دیگر توسعه‌ها در نشان‌گذاری رقص و تکامل بسیاری از شکل‌های مطالعه حرکت لابان را شکل داده است. او امروزه یکی از مهم‌ترین چهره‌های تاریخ رقص به حساب می‌آید.